# Salisnyj Port
Salisnyj Port (ukrainisch Залізний Порт; russisch Зализный Порт oder Железный Порт) ist ein 1922 gegründetes Dorf in der ukrainischen Oblast Cherson mit etwa 1500 Einwohnern.

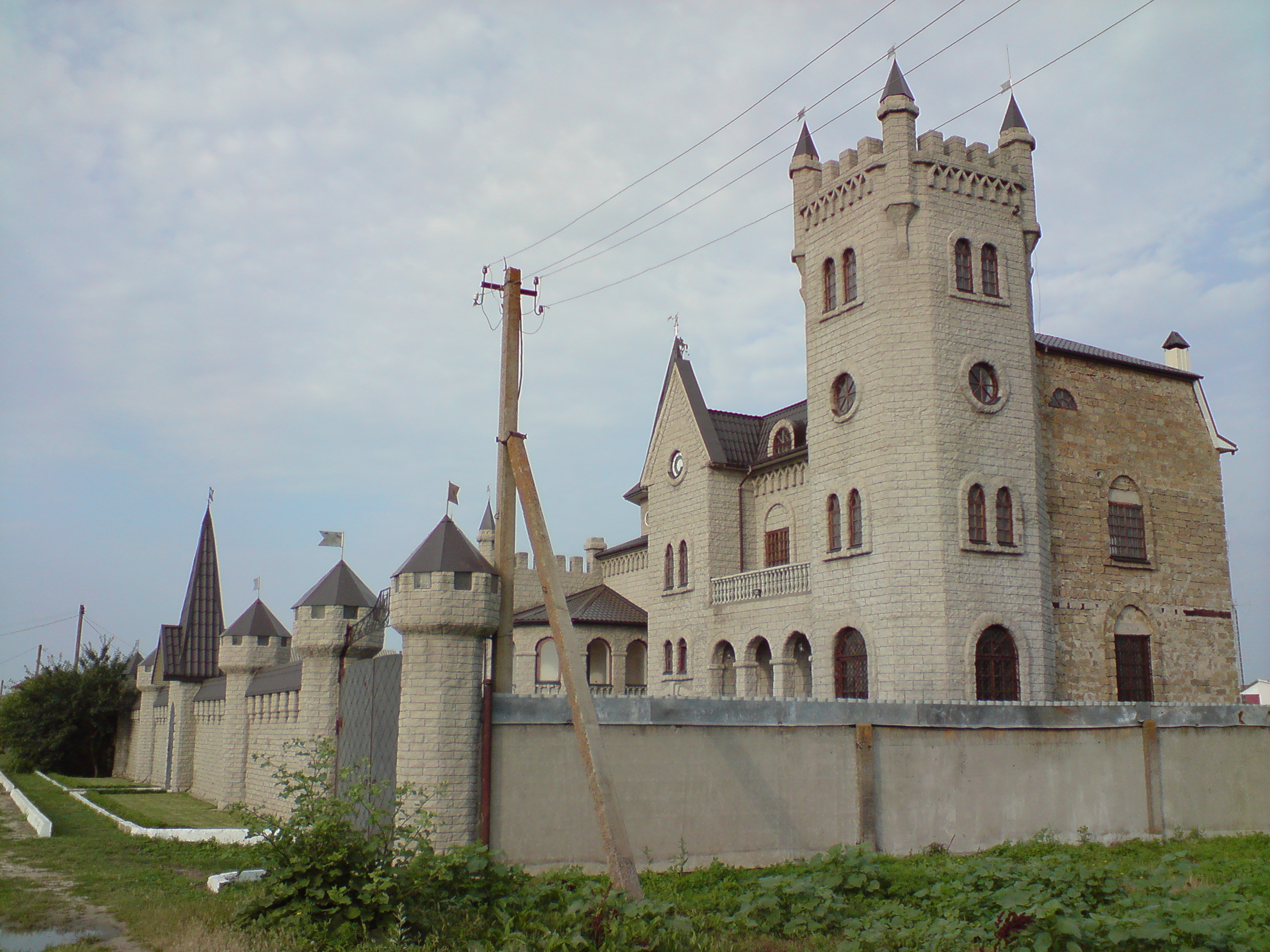
Bauwerk im Ort

Das Dorf liegt am Ufer des Schwarzen Meeres, der Ortsname bedeutet so viel wie „Eisenhafen“ oder „eiserner Hafen“, diese Bezeichnung soll auf eine Pieranlage aus Metall oder auf ein Blechdach einer Lagerhalle im Ort zurückgehen. Salisnyj Port ist wegen seines mehr als 2 Kilometer langen Sandstrandes einer der wichtigsten Ferien- und Badeorte im Rajon Hola Prystan. Durch seine Funktion als Ferienort wird seine Wirtschaft und das Ortsbild durch Tourismus bestimmt.
Am 12. Juni 2020 wurde das Dorf ein Teil der Landgemeinde Bechtery, bis dahin war es ein Teil der Landratsgemeinde Nowofedoriwka im Süden des Rajons Hola Prystan.
Seit dem 17. Juli 2020 ist sie ein Teil des Rajons Skadowsk.